# 夢の遊眠社
夢の遊眠社（ゆめのゆうみんしゃ）は、日本の劇団。小劇場運動の第三世代における代表的な劇団のひとつ。1976年旗揚げ、1992年に解散。

## 概要
複数の物語が交錯する重層的なストーリー、巧みな言葉遊びをふんだんに取り入れたせりふ回し、肉体を駆使したダイナミックな舞台等で、若者を中心に人気を博した。主宰である野田秀樹の手によるオリジナル戯曲に加え、萩尾望都原作の『半神』や、坂口安吾の作品を翻案した『贋作・桜の森の満開の下』、シェークスピアの作品リチャード三世に基づく『三代目、りちゃあど』といった様々な作品を手がけた。

## 経歴
- 1976年、東京大学演劇研究会に在籍していた野田秀樹を中心に旗揚げ。当初は東大構内の駒場小劇場を拠点として活動するアマチュア劇団であったが、後にプロに転向。その後の演劇ムーブメントの先駆けとなった。人気が出るに連れて本多劇場、紀伊國屋ホール等の商業的劇場での公演がメインとなり、1982年10月の『野獣降臨』（のけものきたりて）の公演を最後に、駒場小劇場に別れを告げた。
- 1985年、科学万博 つくば'85にて『宇宙蒸発』を公演（第28回公演）。1986年には創立10周年記念として、国立代々木競技場第一体育館にて『白夜の女騎士』『彗星の使者』『宇宙蒸発』の3部作一挙上演を行い、1日で26,400名の観客を動員するという快挙を成し遂げた。1990年、『三代目、りちゃあど』で文化庁芸術祭賞を受賞。
- 1985年10月からは「ニュースステーション」のコーナー「金曜チェック」で、該当項目を視聴者がカウントする際のVTRで寸劇を演じ、大人気を得た。このコーナーは1988年4月まで続いた。
- 1992年11月23日、第43回公演『ゼンダ城の虜-苔むす僕らが嬰児の夜』の千秋楽をもって解散。解散まで、総公演回数43回、総ステージ数1,205回、総観客数は812,790名を数えた。
- 解散後、野田秀樹は演劇プロデュースユニット「野田地図」（NODA・MAP）を旗揚げ。元所属俳優たちは現在も様々な舞台、映画、テレビドラマなどで活躍している。

## 主な所属人物
- 野田秀樹
- 渡部泰明
- 上杉祥三
- 円城寺あや
- 川俣しのぶ
- 佐戸井けん太
- 竹下明子
- 田山涼成
- 段田安則
- 羽場裕一
- 松澤一之
- 松浦佐知子
- 向井薫
- 門間利夫
- 山下容莉枝
- 遠山俊也
- 安達香代子
- 浅野和之
- 山本みどり
- 中井信之（所属時は「花添智之」）
- 山田太郎（やまだひさし・藤岡太郎）- かつて存在した、お笑いコンビ。「東風（とんぷう）」に改名後、解散。
- 鈴木真美子
- 浜野正幸
- 金子真美
- 小松正一
- 石井洋祐